# Taye Diggs
Taye Diggs, pseudonimo di Scott Leo Berry (Newark, 2 gennaio 1971), è un attore e cantante statunitense.
È noto per i suoi ruoli nei musical di Broadway, Rent e Hedwig and the Angry Inch, nella serie TV Private Practice, nei film Benvenuta in paradiso, Brown Sugar, The Best Man e nel suo sequel, The Best Man Holiday. Tra il 2014 e il 2016 ha interpretato l'ispettore Terry English in Murder in the First.

## Biografia
Diggs è nato a Newark, nel New Jersey, ed è cresciuto a Rochester, nello Stato di New York. Sua madre, Marcia Berry, è insegnante e attrice, e suo padre, Andre Young, è pittore e scultore. Quando era bambino, sua madre sposò Jeffries Diggs, da cui Taye prese il cognome. Il suo soprannome, Taye, deriva dalla scherzosa pronuncia di Scotty come "Scottay". È il maggiore di cinque figli. Ha due fratelli, Gabriel e Michael, e due sorelle, Christian e Shalom. Ha frequentato la Allendale Columbia School a Rochester per poi trasferirsi alla School of the Arts. Ha ottenuto un Bachelor of Fine Arts in teatro musicale presso l'Università di Syracuse.
Diggs si è esibito molte volte al famoso Lake Region Summer Theatre a Meredith, nel New Hampshire. Ha trascorso anche un'estate al New London Barn Playhouse a New London, nel New Hampshire. Il suo debutto a Broadway è stato nel cast dell'ensemble del revival del musical Carousel, vincitore del Tony Award del 1994. Nel 1995 ha ballato nel Sebastian's Caribbean Carnival a Tokyo Disneyland.

## Carriera
Nel 1996 Diggs ha iniziato a recitare interpretando il padrone di casa Benny nel musical Rent, dove recitava anche la sua futura moglie, Idina Menzel. Dopo Rent, è apparso come Mr. Black nel musical The Wild Party al Manhattan Theatre Club. Diggs ha anche interpretato The Bandleader nella versione cinematografica del 2002 del revival di successo di Broadway, Chicago, interpretando anche Billy Flynn a teatro.
Diggs è poi passato dal palcoscenico alla televisione con un ruolo nella soap opera Sentieri. Nel 1998 ha fatto il suo debutto cinematografico in Benvenuta in paradiso (How Stella Got Her Groove Back), che gli ha guadagnato molto apprezzamento e notorietà. L'anno successivo ha interpretato un dio tantrico del sesso nel film Go - Una notte da dimenticare.
Ha anche recitato nel 1999 il remake La casa dei fantasmi di William Castle, Il mistero della casa sulla collina diretto da William Malone. Diggs è apparso in un episodio di America's Next Top Model, aiutando i concorrenti in una sfida di recitazione. Un altro suo notevole ruolo è stato nel dramma commedia Ally McBeal nei panni di un avvocato di nome Jackson Duper, a cui era attratto il personaggio Renee Raddick e forse anche il personaggio di Ling Woo.
Diggs ha interpretato il personaggio del protagonista nell'effimera serie televisiva Kevin Hill, sulla rete televisiva UPN; nonostante il plauso della critica, la serie si è interrotta dopo la prima stagione. Ha ripreso il ruolo di Benny per il film Rent del 2005. Canta anche la colonna sonora del film Rent. Nel 2002 ha ripreso il suo ruolo di Bandleader nell'adattamento cinematografico di Chicago, e ha anche recitato al fianco di Christian Balecome antagonista di Bale Brandt nel thriller distopico di fantascienza Equilibrium.
Nel 2003, Diggs è apparso nello show televisivo Punk'd, dopo essere stato ingannato da Ashton Kutcher, mentre riceveva un check-up in uno finto studio medico. All'inizio del 2006 Diggs ha recitato in diversi episodi come il partner amoroso di Will Truman, James, nell'ottava stagione di Will & Grace. A maggio, ABC prese il suo pilota, Day Break , in cui interpretava un detective intrappolato nello stesso giorno e costretto a riviverlo per discolparsi di un omicidio; lo spettacolo ha debuttato a metà novembre 2006, ma è stato bruscamente cancellato a causa di scarsi ascolti. Sebbene la sua carriera cinematografica e televisiva continui ad andare avanti, torna ancora spesso sul palco teatrale.

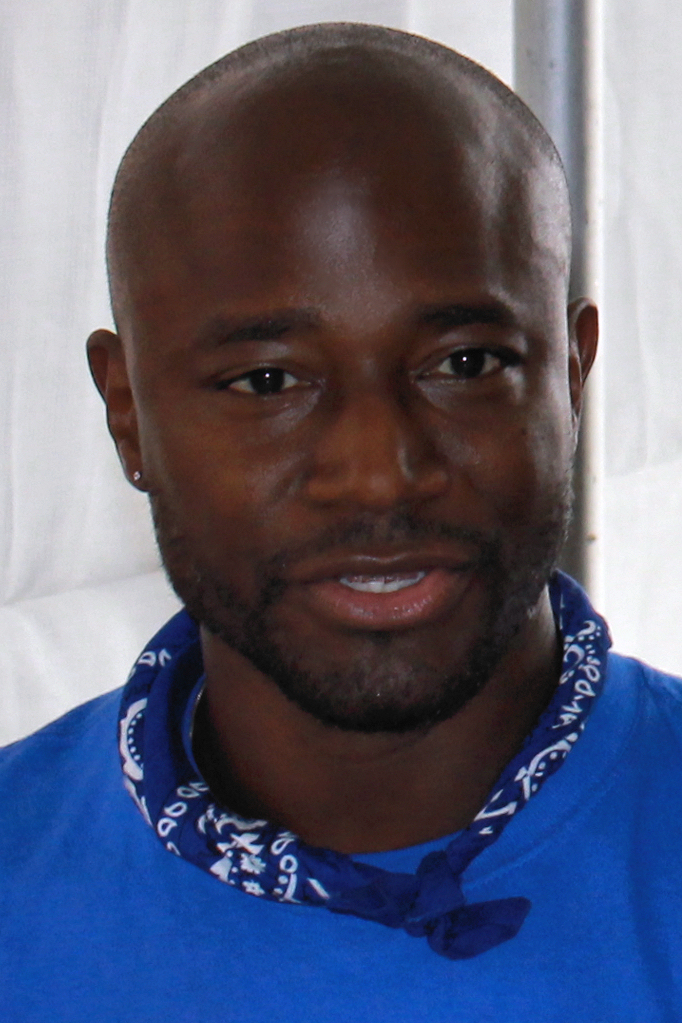
Taye Diggs al Texas Book Festival nel 2015

Diggs ha recitato nel ruolo di Sam Bennett al fianco di Kate Walsh in Private Practice, lo spin-off di Grey's Anatomy, che è durato sei stagioni, dal 2007 al 2013. Ha anche narrato il documentario dell'ESPN The Fab Five, sui giocatori di basket dell'Università del Michigan, Chris Webber, Juwan Howard, Jalen Rose e Jimmy King.
Dal 2014 al 2016 Diggs ha recitato nella serie poliziesca della TNT Murder in the First con Kathleen Robertson. La serie è durata tre stagioni.
Diggs è l'autore di tre libri per bambini, Mixed Me! (2015), Chocolate Me (2015) e I Love You More Than... (2018), tutti illustrati da Shane W. Evans.
Diggs ha interpretato il ruolo del protagonista Hedwig nella produzione di Broadway, Hedwig and the Angry Inch al Teatro Belasco dal 22 luglio 2015 fino alla chiusura della produzione il 13 settembre 2015.
Nel 2017 Diggs è apparso nei film Til Death Do Us Part e Mio mini pony - Il film, dove ha doppiato Capper il gatto.
Diggs è apparso due volte nella serie di gare reality della Paramount Network, Lip Sync Battle, ed è il solo due volte vincitore dello show. In un episodio della terza stagione contro Ne-Yo, Diggs ha cantato la canzone del suo concorrente Let Me Love You (Until You Learn to Love Yourself) e poi si è esibito come Madonna nel secondo turno cantando Vogue. Nella successiva apparizione, la puntata in onore di Christina Aguilera nella quarta stagione, ha gareggiato contro Erika Jayne, interpretando “Beautiful” e “Candyman”.
Diggs ha presentato il gioco Hypnotize Me con l'ipnotizzatore Keith Barry, basato sul programma britannico di Barry, You're Back in the Room. Hypnotize Me è stato originariamente girato per la trasmissione su Fox nel 2016, ma non è mai stato trasmesso sulla rete. La serie di otto episodi è stata infine trasmessa su The CW, nell'estate del 2019.
Dal 2018 interpreta il coach Billy Baker nella serie televisiva The CW, All American.

## Vita privata
Taye Diggs ha sposato la sua coprotagonista in Rent Idina Menzel l'11 gennaio 2003. I due hanno avuto un figlio, Walker Nathaniel Diggs, nato il 1º settembre 2009. Nel dicembre 2013 annunciano la loro separazione ed hanno divorziato nel dicembre del 2014.
Dal 2014 è legato alla modella Amanza Smith Brown.
Diggs è il direttore artistico di una compagnia di danza, Dre.dance, con il collega veterano di Broadway e Andrew Palermo, diplomato della School of the Arts.

## Filmografia

### Cinema
- Benvenuta in paradiso (How Stella Got Her Groove Back), regia di Kevin Rodney Sullivan (1998)
- Go - Una notte da dimenticare (Go), regia di Doug Liman (1999)
- The Wood, regia di Rick Famuyiwa (1999)
- The Best Man, regia di Malcolm D. Lee (1999)
- Il mistero della casa sulla collina (House on Haunted Hill), regia di William Malone (1999)
- Le vie della violenza (The Way of the Gun), regia di Christopher McQuarrie (2000)
- Vizi mortali (New Best Friend), regia di Zoe Clarke-Williams (2002)
- Just a Kiss, regia di Fisher Stevens (2002)
- Brown Sugar, regia di Rick Famuyiwa (2002)
- Equilibrium, regia di Kurt Wimmer (2002)
- Chicago, regia di Rob Marshall (2002)
- Basic, regia di John McTiernan (2003)
- Malibu's Most Wanted - Rapimento a Malibu (Malibu's Most Wanted), regia di John Whitesell (2003)
- Drum, regia di Zola Maseko (2004)
- Doppia ipotesi per un delitto (Slow Burn), regia di Wayne Beach (2005)
- Cake - Ti amo, ti mollo... ti sposo (Cake), regia di Nisha Ganatra (2005)
- Rent, regia di Chris Columbus (2005)
- 30 Days, regia di Jamal Joseph (2006)
- Days of Wrath, regia di Celia Fox (2008)
- Dylan Dog - Il film (Dylan Dog: Dead of Night), regia di Kevin Munroe (2011)
- Between Us, regia di Dan Mirvish (2012)
- L'amore in valigia (Baggage Claim), regia di David E. Talbert (2013)
- The Best Man Holiday, regia di Malcolm D. Lee (2013)
- Cate McCall - Il confine della verità (The Trials of Cate McCall), regia di Karen Moncrieff (2013)
- Larry Gaye: Renegade Male Flight Attendant, regia di Sam Friedlander (2015)
- Opening Night, regia di Isaac Rentz (2016)
- Til Death Do Us Part, regia di Chris Stokes (2017)
- Come far perdere la testa al capo (Set It Up), regia di Claire Scanlon (2018)
- River Runs Red, regia di Wes Miller (2018)

### Televisione
- New York Undercover – serie TV, episodio 2x24 (1996)
- Law & Order - I due volti della giustizia (Law & Order) – serie TV, episodio 7x03 (1996)
- Ally McBeal – serie TV, 10 episodi (2001)
- West Wing - Tutti gli uomini del Presidente (The West Wing) – serie TV, episodi 4x22-4x23 (2003)
- Kevin Hill – serie TV, 22 episodi (2004-2005)
- Will & Grace – serie TV, 4 episodi (2006)
- Day Break – serie TV, 13 episodi (2006-2007)
- Grey's Anatomy – serie TV, 3 episodi (2007-2009)
- Private Practice – serie TV, 111 episodi (2007-2013)
- New Girl – serie TV, episodio 3x07 (2013)
- The Good Wife – serie TV, 3 episodi (2014)
- Murder in the First – serie TV, 32 episodi (2014-2016)
- Empire – serie TV, 23 episodi (2016-2017)
- Rosewood – serie TV, 3 episodi (2015-2016)
- NCIS - Unità anticrimine (NCIS) – serie TV, episodio 13x18 (2016)
- All American – serie TV, 80 episodi (2018-2023)
- S.W.A.T. – serie TV, episodio 6x20 (2023)

## Teatro
- Carousel, libretto di Oscar Hammerstein II, colonna sonora di Richard Rodgers, regia di Nicholas Hytner. Lincoln Center di Broadway (1994)
- Rent, libretto e colonna sonora di Jonathan Larson, regia di Michael Greif. New York Theatre Workshop dell'Off-Broadway, Nederlander Theatre di Broadway (1996)
- The Wild Party, libretto e colonna sonora di Andrew Lippa, regia di Gabriel Barre. New York City Center dell'Off-Broadway (2000)
- Chicago, libretto di Fred Ebb e Bob Fosse, colonna sonora di John Kander, regia di Walter Bobbie. Shubert Theatre di Broadway (2002)
- Wicked, libretto di Winnie Holzman, colonna sonora di Stephen Schwartz, regia di Joe Mantello. Gershwin Theatre di Broadway (2003)
- A Soldier's Play di Charles Fuller, regia di Jo Bonney. Second Stage Theatre dell'Off-Broadway (2005)
- Hedwig and the Angry Inch, libretto di John Cameron Mitchell, colonna sonora di Stephen Trask, regia di Michael Mayer. Belasco Theatre di Broadway (2015)

## Doppiatori italiani
Nelle versioni in italiano delle opere in cui ha recitato, Taye Diggs è stato doppiato da:
- Roberto Draghetti in Private Practice, Day Break, Grey's Anatomy, Come far perdere la testa al capo, All American (st. 1), Ecco i Muppet, NCIS - Unità anticrimine
- Riccardo Rossi in Kevin Hill, Doppia ipotesi per un delitto, Will & Grace, Empire
- Fabio Boccanera in The Best Man, Basic, The Best Man Holiday
- Maurizio Desinan in Ally McBeal
- Roberto Pedicini in Dylan Dog
- Massimo Rossi in Brown Sugar
- Alessandro Quarta in Rent
- Stefano Mondini in Basic
- Massimo De Ambrosis in Equilibrium
- Luca Biagini ne Le vie della violenza
- Andrea Ward ne Il mistero della casa sulla collina
- Simone Mori in Go - Una notte da dimenticare
- Alessandro Maria D'Errico in Murder in the First
- Alberto Angrisano in The Good Wife
- Christian Iansante in S.W.A.T.
- Nicola Marcucci in All American (st. 2+)
- Marco Bassetti in Alert - Missing Person Unit